# Vladimir Shkodrov
Vladimir Georgiev Shkodrov (Владимир Георгиев Шкодров; 10 de febrero de 1930 – 31 de agosto de 2010) fue un astrónomo búlgaro y profesor de la Academia Búlgara de las Ciencias. Es uno de los fundadores del Observatorio Astronómico Nacional de Rozhen en Rozhen y fue autor de numerosos artículos científicos y libros sobre astronomía y física planetaria.
Shkodrov descubrió siete asteroides, incluido el Objeto próximo a la Tierra (4486) Mitra, descubierto junto con Eric Elst el 22 de septiembre de 1987.
Junto a su carrera como científico, Vladimir Shkodrov tuvo un papel destacado en la enseñanza y en la política. Fue el rector de la Universidad de Shumen y diputado en la 37.ª Asamblea Nacional de la República de Bulgaria.

## Decubrimientos de pequeños planetas
| (4486) Mitra                                        | 22 de septiembre de 1987 |
| (6636) Kintanar                                     | 11 de septiembre de 1988 |
| (9732) Juchnovski                                   | 24 de septiembre de 1984 |
| (11852) Shoumen                                     | 10 de septiembre de 1988 |
| (11856) Nicolabonev                                 | 11 de septiembre de 1988 |
| (14342) Iglika                                      | 23 de septiembre de 1984 |
| (14839) 1988 RH8                                    | 11 de septiembre de 1988 |
| Codescubrimientos junto a: E. W. Elst V. G. Ivanova |                          |

## Disertaciones
Shkodrov, Vladimir (1975) Issledovanie pogreshnosti gravimetricheskih metodov opredelenia vneshnego potenciala planeti (Análisis de los errores de los métodos gravimétricos al definir posibles planetas externos). Defendido en el Instituto Estatal de Astronomía de Leningrado.

## Honores
El asteroide (4364) Shkodrov, descubierto por Eleanor Helin y Schelte Bus el 7 de noviembre de 1978, fue bautizado en su honor.

## Publicaciones

### Monografías
- Shkodrov, Vladimir (1973) Malki planeti v slunchevata sistema (Small planets in the Solar system). Sofia: Nauka i izkustvo
- Shkodrov, Vladimir (1989) Planeten potencial (Planetary Potential). Sofia: Bulgarian Academy of Sciences.
- Shkodrov, Vladimir (2005) Planetarna fizika (Planetary physics). Shumen: Shumen University Press.
- Shkodrov, Vladimir (2010) Etudi po istoria na astronomiata (Essays on History of Astronomy). Sofia: Prof. Marin Drinov

### Otras publicaciones
- Shkodrov, V. & V. Ivanova, V. Umlenski, E. Dikova (1985) Haleevata kometa na put kum sluntseto (The comet of Halley on its way to the Sun). Sofia: Narodna prosveta.